# Grande Prêmio da Argentina de 1998
Resultados do Grande Prêmio da Argentina de Fórmula 1 realizado em Buenos Aires em 12 de abril de 1998. Foi a terceira etapa da temporada e teve como vencedor o alemão Michael Schumacher, da Ferrari.

## Classificação da prova

### Treino oficial
| Pos.                      | Nº | Piloto                | Construtor          | Tempo    | Diferença |
| ------------------------- | -- | --------------------- | ------------------- | -------- | --------- |
| 1                         | 7  | David Coulthard       | McLaren-Mercedes    | 1:25.852 |           |
| 2                         | 3  | Michael Schumacher    | Ferrari             | 1:26.251 | + 0.399   |
| 3                         | 8  | Mika Häkkinen         | McLaren-Mercedes    | 1:26.632 | + 0.780   |
| 4                         | 4  | Eddie Irvine          | Ferrari             | 1:26.780 | + 0.928   |
| 5                         | 10 | Ralf Schumacher       | Jordan-Mugen/Honda  | 1:26.827 | + 0.975   |
| 6                         | 2  | Heinz-Harald Frentzen | Williams-Mecachrome | 1:26.876 | + 1.024   |
| 7                         | 1  | Jacques Villeneuve    | Williams-Mecachrome | 1:26.941 | + 1.089   |
| 8                         | 6  | Alexander Wurz        | Benetton-Playlife   | 1:27.196 | + 1.344   |
| 9                         | 9  | Damon Hill            | Jordan-Mugen/Honda  | 1:27.483 | + 1.631   |
| 10                        | 5  | Giancarlo Fisichella  | Benetton-Playlife   | 1:27.836 | + 1.984   |
| 11                        | 14 | Jean Alesi            | Sauber-Petronas     | 1:27.839 | + 1.987   |
| 12                        | 15 | Johnny Herbert        | Sauber-Petronas     | 1:28.016 | + 2.164   |
| 13                        | 21 | Toranosuke Takagi     | Tyrrell-Ford        | 1:28.811 | + 2.959   |
| 14                        | 18 | Rubens Barrichello    | Stewart-Ford        | 1:29.249 | + 3.397   |
| 15                        | 11 | Olivier Panis         | Prost-Peugeot       | 1:29.320 | + 3.468   |
| 16                        | 12 | Jarno Trulli          | Prost-Peugeot       | 1:29.352 | + 3.500   |
| 17                        | 17 | Mika Salo             | Arrows              | 1:29.617 | + 3.765   |
| 18                        | 16 | Pedro Paulo Diniz     | Arrows              | 1:30.022 | + 4.170   |
| 19                        | 22 | Shinji Nakano         | Minardi-Ford        | 1:30.054 | + 4.202   |
| 20                        | 23 | Esteban Tuero         | Minardi-Ford        | 1:30.158 | + 4.306   |
| 21                        | 20 | Ricardo Rosset        | Tyrrell-Ford        | 1:30.437 | + 4.585   |
| 22                        | 19 | Jan Magnussen         | Stewart-Ford        | 1:31.178 | + 5.326   |
| Limite dos 107%: 1:31.862 |    |                       |                     |          |           |
| Fonte:                    |    |                       |                     |          |           |

### Corrida
| Pos    | Nº | Piloto                | Equipe              | Voltas | Tempo/Diferença | Grid | Pontos |
| ------ | -- | --------------------- | ------------------- | ------ | --------------- | ---- | ------ |
| 1      | 3  | Michael Schumacher    | Ferrari             | 72     | 1:48:36.175     | 2    | 10     |
| 2      | 8  | Mika Häkkinen         | McLaren-Mercedes    | 72     | + 22.898        | 3    | 6      |
| 3      | 4  | Eddie Irvine          | Ferrari             | 72     | + 57.745        | 4    | 4      |
| 4      | 6  | Alexander Wurz        | Benetton-Playlife   | 72     | + 1:08.134      | 8    | 3      |
| 5      | 14 | Jean Alesi            | Sauber-Petronas     | 72     | + 1:18.286      | 11   | 2      |
| 6      | 7  | David Coulthard       | McLaren-Mercedes    | 72     | + 1:19.751      | 1    | 1      |
| 7      | 5  | Giancarlo Fisichella  | Benetton-Playlife   | 72     | + 1:28.437      | 10   |        |
| 8      | 9  | Damon Hill            | Jordan-Mugen/Honda  | 71     | + 1 volta       | 9    |        |
| 9      | 2  | Heinz-Harald Frentzen | Williams-Mecachrome | 71     | + 1 volta       | 6    |        |
| 10     | 18 | Rubens Barrichello    | Stewart-Ford        | 70     | + 2 voltas      | 14   |        |
| 11     | 12 | Jarno Trulli          | Prost-Peugeot       | 70     | + 2 voltas      | 16   |        |
| 12     | 21 | Toranosuke Takagi     | Tyrrell-Ford        | 70     | + 2 voltas      | 13   |        |
| 13     | 22 | Shinji Nakano         | Minardi-Ford        | 69     | + 3 voltas      | 19   |        |
| 14     | 20 | Ricardo Rosset        | Tyrrell-Ford        | 68     | + 4 voltas      | 21   |        |
| 15     | 11 | Olivier Panis         | Prost-Peugeot       | 65     | Motor           | 15   |        |
| Ret    | 23 | Esteban Tuero         | Minardi-Ford        | 63     | Spun off        | 20   |        |
| Ret    | 1  | Jacques Villeneuve    | Williams-Mecachrome | 52     | Colisão         | 7    |        |
| Ret    | 15 | Johnny Herbert        | Sauber-Petronas     | 46     | Colisão         | 12   |        |
| Ret    | 10 | Ralf Schumacher       | Jordan-Mugen/Honda  | 22     | Suspensão       | 5    |        |
| Ret    | 17 | Mika Salo             | Arrows              | 18     | Câmbio          | 17   |        |
| Ret    | 19 | Jan Magnussen         | Stewart-Ford        | 17     | Transmissão     | 22   |        |
| Ret    | 16 | Pedro Paulo Diniz     | Arrows              | 13     | Câmbio          | 18   |        |
| Fonte: |    |                       |                     |        |                 |      |        |

## Tabela do campeonato após a corrida
| Pos. | Piloto                | Pontos |
| ---- | --------------------- | ------ |
| 1    | Mika Häkkinen         | 26     |
| 2    | Michael Schumacher    | 14     |
| 3    | David Coulthard       | 13     |
| 4    | Eddie Irvine          | 7      |
| 5    | Heinz-Harald Frentzen | 6      |

| Pos. | Construtor          | Pontos |
| ---- | ------------------- | ------ |
| 1    | McLaren-Mercedes    | 39     |
| 2    | Ferrari             | 21     |
| 3    | Williams-Mecachrome | 8      |
| 4    | Benetton-Playlife   | 7      |
| 5    | Sauber-Petronas     | 3      |

- Nota: Somente as primeiras cinco posições estão listadas.